# NGC 2331
NGC 2331 is een open sterrenhoop in het sterrenbeeld Tweelingen. Het hemelobject werd op 11 maart 1785 ontdekt door de Duits-Britse astronoom William Herschel.

## Synoniemen
- OCL 475